# Montgirod
Montgirod é uma comuna francesa na região administrativa de Auvérnia-Ródano-Alpes, no departamento de Saboia. Estende-se por uma área de 13,62 km². Em 2010 a comuna tinha 439 habitantes (densidade: 32,2 hab./km²).